# Чемпионат Америки по стрельбе 2010
10-й чемпионат Америки по стрельбе прошёл в Рио-де-Жанейро, Бразилия, с 18 по 28 ноября 2010 года. Соревнования прошли в стрельбе из пистолета и винтовки и в стендовой стрельбе. Соревнования являлись отборочными на летние Олимпийские игры 2012.

## Общий медальный зачёт
(Жирным выделено самое большое количество медалей в своей категории; принимающая страна также выделена)
| Общее количество медалей |                          |        |         |        |       |
| Место                    | Страна                   | Золото | Серебро | Бронза | Всего |
| 1                        | Бразилия                 | 13     | 8       | 7      | 28    |
| 2                        | США                      | 12     | 8       | 6      | 26    |
| 3                        | Аргентина                | 4      | 5       | 2      | 11    |
| 4                        | Куба                     | 3      | 0       | 0      | 3     |
| 5                        | Венесуэла                | 2      | 3       | 6      | 11    |
| 6                        | Гватемала                | 2      | 1       | 1      | 4     |
| 7                        | Чили                     | 2      | 0       | 3      | 5     |
| 8                        | Мексика                  | 1      | 3       | 4      | 8     |
| 9                        | Канада                   | 1      | 3       | 1      | 5     |
| 10                       | Колумбия                 | 1      | 1       | 0      | 2     |
| 11                       | Перу                     | 0      | 2       | 2      | 4     |
| 12                       | Сальвадор                | 0      | 2       | 1      | 3     |
| 13                       | Доминиканская Республика | 0      | 1       | 0      | 1     |
| 13                       | Пуэрто-Рико              | 0      | 1       | 0      | 1     |
| 15                       | Тринидад и Тобаго        | 0      | 0       | 1      | 1     |

## Призёры

### Взрослые

#### Мужчины
| Дисциплина                           | Золото                                                                            | Серебро                                                                           | Бронза                                                                               |
| Винтовка с трёх позиций, 50 метров   | Джозеф Хейн США                                                                   | Джордж Нортон США                                                                 | Мэттью Уоллес США                                                                    |
| Винтовка с трёх позиций, 50 метров   | США · Джозеф Хейн · Мэттью Уоллес · Джордж Нортон                                 | Аргентина · Хуан Диего Анхелони · Пабло Дамиан Альварес · Марсело Соккали Альбису | Бразилия · Бруну Лион Экк · Рокку Роситу · Андре Сантос Терлулиану                   |
| Винтовка лёжа, 50 метров             | Хуан Диего Анхелони Аргентина                                                     | Александр Ривера Пуэрто-Рико                                                      | Блас Руис Мартинес Мексика                                                           |
| Винтовка лёжа, 50 метров             | Аргентина · Хуан Диего Анхелони · Марсело Соккали Альбису · Пабло Дамиан Альварес | Канада · Мишель Дион · Кори Ньефер · Гэйл Стюарт                                  | Венесуэла · Хулио Хун Йемма · Рауль Хун Варгас · Даниэль да Сильва Гарсиа            |
| Пневматическая винтовка, 10 метров   | Мэттью Роллингс США                                                               | Кори Ньефер Канада                                                                | Брайант Уоллизер США                                                                 |
| Пневматическая винтовка, 10 метров   | США · Мэттью Роллингс · Брайант Уоллизер · Мэттью Уоллес                          | Бразилия · Рокку Роситу · Бруну Лион Экк · Алисеу Фариас                          | Мексика · Хосе Луис Санчес · Блас Руис Мартинес · Эрикк Арсате Марчан                |
| Пистолет, 50 метров                  | Джейсон Тёрнер США                                                                | Жулиу Алмейда Бразилия                                                            | Франк Бонилья Венесуэла                                                              |
| Пистолет, 50 метров                  | США · Джейсон Тёрнер · Брайан Бимен · Николос Морер                               | Бразилия · Жулиу Алмейда · Стениу Ямамото · Владимир Силвейра                     | Аргентина · Максимино Томас Модести · Диего Кристиан Луна Авельянеда · Матиас Ороско |
| Скоростной пистолет, 25 метров       | Леурис Пупо Куба                                                                  | Эмил Милев США                                                                    | Эмерсон Дуарте Бразилия                                                              |
| Скоростной пистолет, 25 метров       | Бразилия · Эмерсон Дуарте · Фернанду Кардосу · Рикарду Мигел Сантос               | Аргентина · Даниэль Сесар Фелисия · Роман Мартин Ластретти · Эктор Фоссати        | —                                                                                    |
| Стандартный пистолет, 25 метров      | Жулиу Алмейда Бразилия                                                            | Жозе Карлос Батиста Бразилия                                                      | Роджер Дэниел Тринидад и Тобаго                                                      |
| Стандартный пистолет, 25 метров      | Бразилия · Жулиу Алмейда · Жозе Карлос Батиста · Дейвид Нету Оливейра             | Венесуэла · Фелипе Беуврин · Дуглас Гомес · Франко Ди Мауро                       | Аргентина · Даниэль Сесар Фелисия · Роман Мартин Ластретти · Эктор Фоссати           |
| Пистолет центрального боя, 25 метров | Жулиу Алмейда Бразилия                                                            | Жозе Карлос Батиста Бразилия                                                      | Эмерсон Дуарте Бразилия                                                              |
| Пистолет центрального боя, 25 метров | Бразилия · Жулиу Алмейда · Жозе Карлос Батиста · Эмерсон Дуарте                   | Канада · Марк Патрик Хайнс · Джеймс Сендалл · Алан Фрэнк Маркевич                 | Венесуэла · Франко Ди Мауро · Фелипе Беуврин · Дуглас Гомес                          |
| Пневматический пистолет, 10 метров   | Брайан Бимен США                                                                  | Жулиу Алмейда Бразилия                                                            | Франк Бонилья Венесуэла                                                              |
| Пневматический пистолет, 10 метров   | США · Брайан Бимен · Джейсон Тёрнер · Николос Морер                               | Бразилия · Жулиу Алмейда · Стениу Ямамото · Владимир Силвейра                     | Перу · Иван Гальвес · Энрике Арнаеэс · Марко Каррильо                                |
| Трап                                 | Жан Пьер Броль Карденас Гватемала                                                 | Серхио Пинеро Доминиканская Республика                                            | Франсиско Боса Перу                                                                  |
| Дубль-трап                           | Фелипе Антониу Камуйру Фузару Бразилия                                            | Айен Руперт США                                                                   | Уильям Крофорд США                                                                   |
| Скит                                 | Хавьер Родригес Мексика                                                           | Фрэнк Томпсон США                                                                 | Бонифасио Бильбао Раадт Чили                                                         |

#### Женщины
| Дисциплина                         | Золото                                                                        | Серебро                                                                              | Бронза                                                                         |
| Винтовка лёжа, 50 метров           | Марлиль Луиса Кармеро Венесуэла                                               | Сандра Фонг США                                                                      | Ронда Брайт США                                                                |
| Винтовка лёжа, 50 метров           | Венесуэла · Марлиль Луиса Ромеро · Дильяна Мендес · Элисабет Ногера           | Сальвадор · Вероника Ривас · Мелисса Карбальо · Хоанна Пинеда                        | Бразилия · Кристиан Баптиста · Роберта Кабу · Розана Сибела Авальд             |
| Винтовка с трёх позиций, 50 метров | Эглис Яйма Крус Куба                                                          | Сандра Фонг США                                                                      | Алексис Мартинес Мексика                                                       |
| Винтовка с трёх позиций, 50 метров | Аргентина · Амелия Роса Форнель · Сесилия Элена Сейд · Андреа Камила Альварес | Сальвадор · Вероника Ривас · Хоанна Пинеда · Мелисса Карбальо                        | Венесуэла · Марлиль Луиса Ромеро · Дильяна Мендес · Лиднимар Ребольедо         |
| Пневматическая винтовка, 10 метров | Эглис Яйма Крус Куба                                                          | Роса Пена Рокамонтес Мексика                                                         | Эми Соэш США                                                                   |
| Пневматическая винтовка, 10 метров | Канада · Синди Хэмьюлас · Моника Файф · Шерон Боус                            | Аргентина · Сесилия Элена Сейд · Мария Де Лос Риос Кардельиньо · Амелия Роса Форнель | Сальвадор · Вероника Ривас · Хоанна Пинеда · Мелисса Карбальо                  |
| Пистолет, 25 метров                | Анна Луиза Меллу Бразилия                                                     | Эдитси Пиментель Венесуэла                                                           | Марибель Пинеда Венесуэла                                                      |
| Пистолет, 25 метров                | США · Тереза Мейер · Бренда Шинн · Элизабет Кэллахан                          | Венесуэла · Эдитси Пиментель · Марибель Пинеда · Леннис Эстевес                      | Бразилия · Анна Луиза Меллу · Сибела Брейде Мартинс · Роберта Болдрини да Мота |
| Пневматический пистолет, 10 метров | Анна Луиза Меллу Бразилия                                                     | Алехандра Савала Мексика                                                             | Мариана Нава Мексика                                                           |
| Пневматический пистолет, 10 метров | Бразилия · Анна Луиза Меллу · Сесилия Лима Фреж · Сибела Брейде Мартинс       | Мексика · Алехандра Савала · Мариана Нава · Роса Сунига                              | Канада · Линда Хейр · Дороти Людвиг · Эвайенна Чао                             |
| Трап                               | Кори Когделл США                                                              | Рейчел Линн Хейден США                                                               | Келси Зохер США                                                                |
| Скит                               | Франсиска Кроветто Чадид Чили                                                 | Мелиса Хиль Аргентина                                                                | Андреа Ромеро Лейва Гватемала                                                  |

### Юниоры

#### Юноши
| Дисциплина                         | Золото                           | Серебро                          | Бронза                            |
| Винтовка лёжа, 50 метров           | Давид Дашьярди Колумбия          | Алекса Мисаэль Сулигой Аргентина | Энрике Радуэнз Бразилия           |
| Винтовка с трёх позиций, 50 метров | Алекса Мисаэль Сулигой Аргентина | Сесар Ренато Юи Лаос Перу        | Энрике Радуэнз Бразилия           |
| Пневматическая винтовка, 10 метров | Филип Стефан Лоаус Бразилия      | Сесар Ренато Юи Лаос Перу        | Николас Гуахардо Чили             |
| Пневматический пистолет, 10 метров | Фелипе Алмейда Ву Бразилия       | Карлос Алберту Магалаэс Бразилия | —                                 |
| Скит                               | Рауль Франко Бостельман Чили     | Кевин Хосе Донадо Колумбия       | Николас Андрес Массуд Бушман Чили |

#### Девушки
| Дисциплина                         | Золото                                     | Серебро                                    | Бронза |
| Винтовка лёжа, 50 метров           | Дэниель Фонг США                           | —                                          | —      |
| Винтовка с трёх позиций, 50 метров | Дэниель Фонг США                           | —                                          | —      |
| Пневматическая винтовка, 10 метров | Эрика Пиэтсак Бразилия                     | Дэниель Фонг США                           | —      |
| Пистолет, 25 метров                | Херальдине Кейт Солорсано Мансон Гватемала | —                                          | —      |
| Пневматический пистолет, 10 метров | Таис Карвалью Моура Бразилия               | Херальдине Кейт Солорсано Мансон Гватемала | —      |